# Битва при Сафсафе
Битва при Сафсафе — сражение между Королевством Италия и Санусийским орденом, произошедшее в июле 1913 года недалеко от Сафсафа, в современной Ливии. В ходе битвы сануситам удалось одержать победу над двумя итальянскими войсками.

## Ход битвы
1 июля 1913 года рота инженеров-строителей в сопровождении итальянской пехоты и артиллерии покинула свою базу в Кирене для строительных целей, чтобы обеспечить безопасность линий связи между итальянскими базами и подготовить нападение на базы сануситов. Вскоре итальянские войска, шедшие в сторону Файдии, подверглись нападению со стороны сануситов, и обе стороны начали перестрелку. Затем итальянский лидер майор Пелли приказал отступить, но сануситы окружили итальянцев, уничтожив их вместе с их лидером, что способствовало их краху. Бой произошёл в полдень.
Новости достигли в Кирену где находились другие итальянские войска, и в 18:00 они начали отправлять туда подкрепление. Узнав об этом, сануситы прекратили нападение на прежние силы и направились к новым силам; они атаковали их правое крыло. Затем итальянский лидер майор Мелиачи приказал отступить на артиллерийские позиции, но итальянцы успели туда отступить только после смерти Мелиачи и его помощника. Таким образом они остались без лидера, и по этому отошли к Сафсафу, где и развернулось сражение.
Итальянцы вызвали помощь со своих баз в Шагабе. Итальянский генерал Джулио Чезаре Тассони услышав это подготовил для них большие силы, но они были вынуждены остановиться во время ночного марша, а на рассвете они обнаружили, что местность совершенно пуста.

## Последствия
Во время битвы у сануситов было всего 300 человек, но они были хорошо обучены и подготовлены чем итальянцы. По итальянским данным, итальянцы потеряли 8 офицеров убитыми и 5 ранеными, 30 солдат убитыми и 105 ранеными, а также 64 солдат пропавшими без вести, которые предположительно тоже погибли.